# 张克运
张克运（？—），男，汉族，中华人民共和国政治人物。现任中国基督教协会副会长，江苏省基督教三自爱国运动委员会主席，江苏神学院院长。第十三、十四届全国政协委员。